# Klaus Fraedrich
Klaus Fraedrich (* 1945) ist ein deutscher Meteorologe.

## Leben
Fraedrich studierte an der Universität Köln, der Universität Bonn und in Berlin. 1970 wurde er promoviert und war dann als Post-Doktorand an der Colorado State University (Department of Atmospheric Sciences). 1973 wurde er habilitiert und war ab 1975 außerplanmäßiger Professor an der Universität Bonn und 1975 bis 1992 Professor für Meteorologie an der FU Berlin. 1979 war er Gastprofessor an der University of Wisconsin–Madison, 1982/83 am Australian Numerical Meteorology Research Center in Melbourne als Distinguished Oversea Scientist und 1985 am Joint Institute for the Study of the Atmosphere and Ocean der University of Washington. 1986 bis 1988 war er leitender Wissenschaftler am Bureau of Meteorology Research Centre in Melbourne. Seit 1994 ist er Gastprofessor an der University of New South Wales in Sydney. Er ist Professor am Meteorologischen Institut der Universität Hamburg, wo er die Arbeitsgruppe Theoretische Meteorologie leitet.
In den 1970er Jahren befasste er sich unter anderem mit regionalen Klimaproblemen (wie der lokalen Zirkulation über dem Victoria-See) und Parametrisierung von Wolkenbildung (zum Beispiel Kumuluswolken und Kühlturm-Wolken). In den 1980er und 1990er Jahren wandte er Konzepte der nichtlinearen Systemanalyse auf Wetterdaten und Wettervorhersage an (wie Markowketten, 1/f-Rauschen, Maximum Entropy Production). Er befasste sich insbesondere auch mit Wetterphänomenen in China und Australien. In den 2000er Jahren entwickelte er auch vereinfachte frei zugängliche Klima-Computermodelle wie SAM (Shallow Atmosphere Model), PUMA (Portable University Model of the Atmosphere) und PlaSim (Planet Simulator).
1994 erhielt er den Max-Planck-Forschungspreis, 2010 die Alfred-Wegener-Medaille und die Lewis-Fry-Richardson-Medaille und 2003 den Gay-Lussac-Humboldt-Preis. Er ist Mitglied der Akademie der Wissenschaften in Hamburg und „Fellow“ der Max-Planck-Gesellschaft am Max-Planck-Institut für Meteorologie. 1994 bis 1996 war er Präsident der Abteilung nichtlineare Dynamik der European Geophysical Society. Er war seit 1996 im wissenschaftlichen Beirat Globale Umweltveränderungen der Bundesrepublik Deutschland. Seit 1993 ist er im Wissenschaftlichen Beirat des Deutschen Wetterdienstes. 1994 bis 1996 war er Vizepräsident der Arbeitsgruppe Nichtlineare Dynamik der European Geophysical Society.